# Tillandsia bandensis
Tillandsia bandensis là một loài thuộc chi Tillandsia. Đây là loài bản địa của Bolivia.